# Match des Étoiles de la Ligue majeure de baseball 1991
Le match des Étoiles de la Ligue majeure de baseball 1991 (1991 MLB All-Star Game) est la 62e édition de cette opposition entre les meilleurs joueurs de la Ligue américaine et de la Ligue nationale, les deux composantes de la MLB.
Le match s'est tenu le 9 juillet 1991 au SkyDome, antre des Blue Jays de Toronto.

## Home Run Derby
| SkyDome, Toronto -- A.L. 20, N.L. 7 | SkyDome, Toronto -- A.L. 20, N.L. 7 | SkyDome, Toronto -- A.L. 20, N.L. 7 |
| Joueur                              | Équipe                              | Home Runs                           |
| American League                     | American League                     | American League                     |
| ----------------------------------- | ----------------------------------- | ----------------------------------- |
| Cal Ripken, Jr.                     | Baltimore                           | 12                                  |
| Cecil Fielder                       | Detroit                             | 4                                   |
| Joe Carter                          | Toronto                             | 2                                   |
| Danny Tartabull                     | Kansas City                         | 2                                   |
| National League                     |                                     |                                     |
| Paul O'Neill                        | Cincinnati                          | 5                                   |
| George Bell                         | Chicago                             | 2                                   |
| Chris Sabo                          | Cincinnati                          | 0                                   |
| Howard Johnson                      | New York                            | 0                                   |